# Église évangélique luthérienne en Amérique
L'Evangelical Lutheran Church in America, en français Église évangélique luthérienne en Amérique, est l'Église luthérienne la plus importante des États-Unis, fondée en 1988. Affiliée à la Fédération luthérienne mondiale, elle rassemble 2,7 millions de fidèles et elle est actuellement présidée par Elizabeth Eaton. Son siège se trouve au Lutheran Center à Chicago dans l'Illinois.

## Histoire

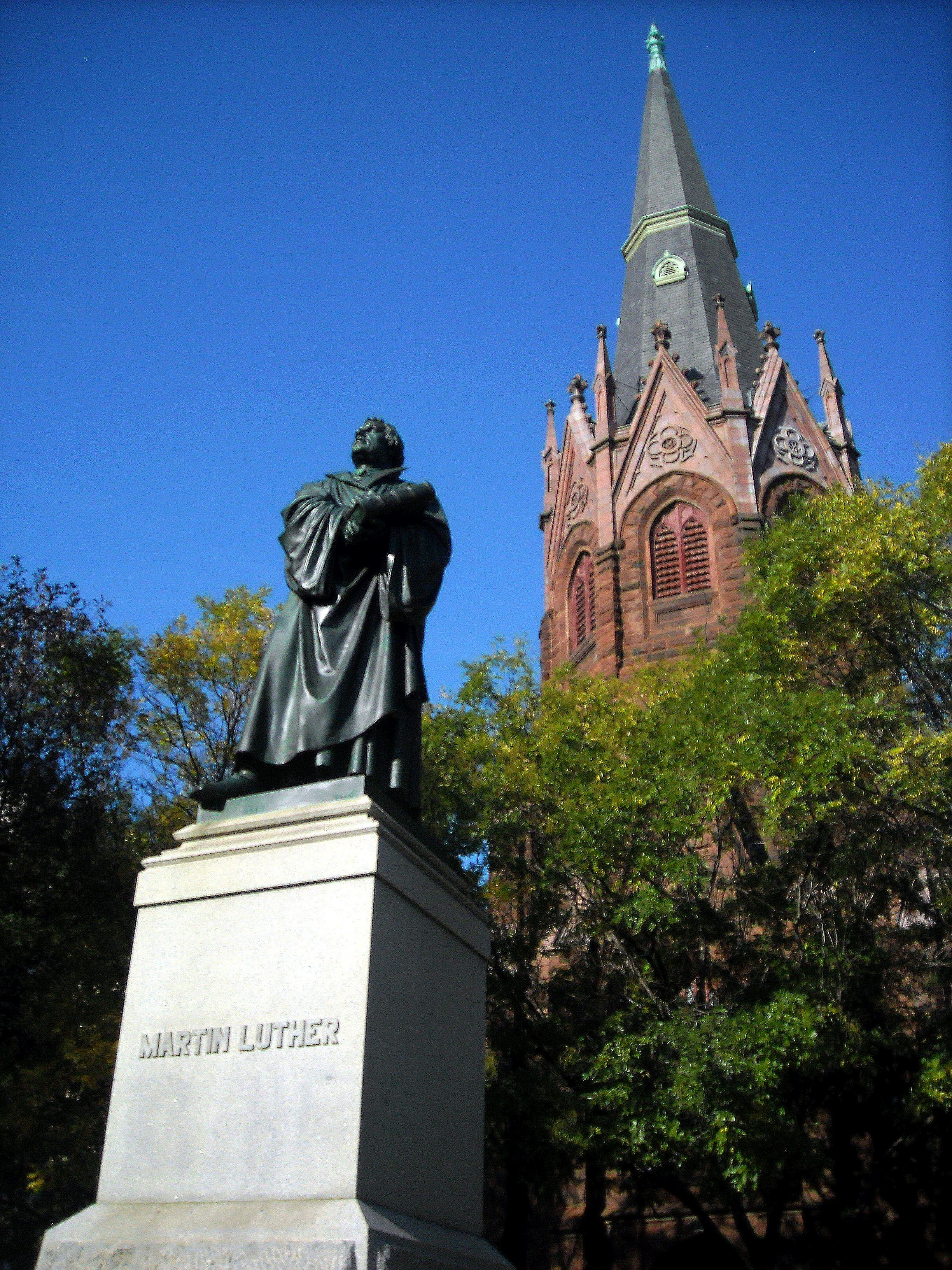
Luther Place Memorial Church, inauguré en 1873 à Washington D.C., et monument à Martin Luther de 1884

Forte de plus de 8 600 lieux de culte aux États-Unis, elle est considérée comme la moins conservatrice des trois grandes organisations luthériennes américaines (l'Église luthérienne – Synode du Missouri et l'Église évangélique luthérienne de Wisconsin) .
Les femmes peuvent être ordonnées pasteure depuis une décision de l'Église luthérienne évangélique en Amérique, qui a fusionné avec deux autres églises (l'Église luthérienne américaine et l'Association des églises luthériennes évangéliques) pour former l'Église évangélique luthérienne en 1988.
En août 2009, les membres de l'ELCA ont voté (559 voix pour contre 441) afin d'accorder le droit non plus seulement aux homosexuels célibataires, mais aussi aux monogames, d'exercer des fonctions cléricales au sein de l'Église : ceux-ci ont désormais les mêmes droits et devoirs que les hétérosexuels servant l'Église.